# Magalia
Magalia est une census-designated place de 11 310 habitants du comté de Butte en Californie.

## Démographie
| 2000   | 2010   | - | - | - | - |
| ------ | ------ | - | - | - | - |
| 10 569 | 11 310 | - | - | - | - |